# Rachid Ben Ali (zapaśnik)
Rachid Ben Ali (ur. 10 czerwca 1982) – francuski zapaśnik walczący w  stylu wolnym. Zajął 30 miejsce na mistrzostwach świata w 2003. Siedemnasty na mistrzostwach Europy w 2003. Brązowy medalista igrzysk śródziemnomorskich w 2005 roku.